# 1826 en journalisme
Cet article présente les faits marquants de l'année 1826 en journalisme.

## Évènements
- Création du journal Le Figaro. Il devient un quotidien en 1866[1].